# Joaquín José Morón Hidalgo
Joaquín José Morón Hidalgo (* 16. August 1942 in Boconó; † 30. Oktober 2013 in Acarigua) war Bischof von Acarigua-Araure.

## Leben
Joaquín José Morón Hidalgo empfing am 1. August 1965 die Priesterweihe. Er war Pfarrer der Kathedrale von Trujillo und Rektor des Priesterseminars von Trujillo.
Papst Johannes Paul II. ernannte ihn am 25. Juli 1992 zum Bischof von Valle de la Pascua. Die Bischofsweihe spendete ihm der Apostolische Nuntius in Venezuela, Oriano Quilici, am 7. Oktober desselben Jahres; Mitkonsekratoren waren Baltazar Enrique Porras Cardozo, Erzbischof von Mérida, und Alfredo José Rodríguez Figueroa, Erzbischof von Cumaná.
Am 27. Dezember 2002 wurde er durch Papst Johannes Paul II. zum ersten Bischof von Acarigua-Araure ernannt.